# 卡爾·洛夫戴
卡爾·W·洛夫戴（Carl W. Loveday，1921年3月19日—2001年9月4日），是已故美國男子羽球運動員。
1949年，卡爾·洛夫戴入選美國隊參加第一屆湯姆斯盃，但在半決賽中輸給了最終的冠軍馬來亞。1952年，他再次代表美國隊參加湯姆斯盃。他們在挑戰賽中輸給馬來亞而獲得亞軍，卡爾·洛夫戴與迪克·米切爾搭檔出賽兩場雙打，分別輸給王保林/伊斯邁·馬揚組合與曾官良/阿布杜拉·皮魯茲組合。
在個人賽事方面，他曾於1942年獲得美國羽球公開賽男子單打亞軍，並於1951年與鮑伯·威廉斯一起獲得同一賽事男子雙打亞軍。
1972年，他入選美國羽球名人堂。卡爾·洛夫戴於2001年9月4日去世，他的最後一個住所在加州的埃爾卡洪。